# Caton, New York
Caton är en kommun (town) i Steuben County i delstaten New York. Vid 2020 års folkräkning hade Caton 2 049 invånare.